# Geno Petriashvili
Geno Petriashvili, né le 1er avril 1994, est un lutteur libre géorgien.

## Palmarès

### Jeux olympiques
- Médaille d'or dans la catégorie des moins de 125 kg en 2024 à Jeux olympiques d'été de 2024

- Médaille d'argent dans la catégorie des moins de 125 kg en 2020 à Tokyo
- Médaille de bronze dans la catégorie des moins de 125 kg en 2016 à Rio de Janeiro

### Championnats du monde
- Médaille d'or dans la catégorie des moins de 125 kg en 2019 à Noursoultan
- Médaille d'or dans la catégorie des moins de 125 kg en 2018 à Budapest
- Médaille d'or dans la catégorie des moins de 125 kg en 2017 à Paris
- Médaille d'argent dans la catégorie des moins de 125 kg en 2021 à Oslo
- Médaille de bronze dans la catégorie des moins de 125 kg en 2022 à Belgrade
- Médaille de bronze dans la catégorie des moins de 125 kg en 2015 à Las Vegas
- Médaille de bronze dans la catégorie des moins de 120 kg en 2013 à Budapest

### Championnats d'Europe
- Médaille d'or dans la catégorie des moins de 125 kg en 2020 à Rome
- Médaille d'or dans la catégorie des moins de 125 kg en 2016 à Riga
- Médaille d'argent dans la catégorie des moins de 125 kg en 2023 à Zagreb
- Médaille d'argent dans la catégorie des moins de 125 kg en 2022 à Budapest
- Médaille d'argent dans la catégorie des moins de 125 kg en 2019 à Bucarest
- Médaille d'argent dans la catégorie des moins de 125 kg en 2018 à Kaspiisk
- Médaille de bronze dans la catégorie des moins de 125 kg en 2021 à Varsovie
- Médaille de bronze dans la catégorie des moins de 125 kg en 2017 à Novi Sad
- Médaille de bronze dans la catégorie des moins de 120 kg en 2013 à Tbilissi

### Jeux européens
- Médaille de bronze dans la catégorie des moins de 125 kg en 2015 à Bakou